# Yenith Bailey
Yenith Elizabett Bailey de la Cruz (nacida el 29 de marzo de 2001) es una futbolista panameña que juega como portera en Santa Fe FC de la Liga de Fútbol Femenino de Panamá.

## Trayectoria

### Inicios
A los 5 años empezó a jugar con los amigos de su barrio en La Reina, provincia de Panamá, siendo la única niña en ese entonces del grupo. Crecío jugando en ligas recreativas y distrital a nivel local, alternaba la portería con la posición de mediocampista (volante 5).

### San Francisco FC
En 2017 a los 16 años empezó a jugar en el club San Francisco FC, el cual fue su primer equipo. Disputó varios torneos de la Liga de Fútbol Femenino.

### Tauro FC
El 19 de marzo de 2019 fue anunciado como nueva jugadora del Tauro FC. Disputó un torneo con el club.

### Libertad Limpeño
El 23 de julio de 2019 fue anunciado como nueva jugadora del Libertad/Limpeño. Salió campeona con el club del torneo clausura 2019 y del Campeonato Paraguayo de Fútbol Femenino 2019, saliendo como Guante de oro del torneo.

### Tauro FC
En 2020 regresó al Tauro FC, salió campeona del Torneo Apertura 2021 y de la Superfinal de Liga de Fútbol Femenino de Panamá 2020-21.

### Atlético Nacional
Fue anunciada como nueva jugadora del Atlético Nacional el 23 de junio de 2021. El 25 de julio de 2021 fue su debut con el club en la Liga Profesional de Fútbol en el empate 0 a 0 contra el Deportivo Cali en el Estadio Atanasio Girardot. Disputó 9 partidos con el club.

### Tauro FC
Después por su pase en Colombia regresó al Tauro FC, saliendo campeona con el club del Torneo Clausura 2021 Liga de Fútbol Femenino.

### Dimas Escazú
El 5 de enero de 2022 fue anunciado como nueva jugadora del Dimas Escazú. Disputó 2 torneos con el club en el 2022.

### Tauro FC
El 28 de febrero de 2023 fue anunciado su regreso al Tauro FC saliendo campeona del Torneo Clausura 2023 LFF.

### Santa Fe FC
El 24 de enero de 2024, fue anunciada como nueva jugadora del Santa Fe FC. Salió campeona del Torneo Apertura 2024 Liga de Fútbol Femenino en donde le ganaron la final 4 a 0 contra el CIEX Sports Academy en el COS Sports Plaza en donde fue titular y jugó todo el partido. Salió campeona de la Copa Interclubes de la Uncaf Femenino 2024 en donde le ganaron la final 4 a 0 contra el Alianza FC en el Estadio Cementos Progreso en donde fue titular y jugó todo el partido.

## Selección nacional

### Categorías inferiores
Conformó la selección nacional sub-17 dirigida por el técnico Víctor Suárez para disputar la eliminatoria centroamericana en Panamá con miras al Premundial de 2018.

### Selección absoluta
Bailey apareció en tres partidos para Panamá en el Campeonato Femenino de CONCACAF 2018, haciendo 24 salvamentos. Ganó el premio Guante de Oro del torneo y fue incluida en su XI Mejor. Anteriormente centrocampista, el entrenador en jefe Víctor Suárez la convirtió en portera solo un año antes del torneo.
Panamá terminó cuarto, avanzando a un desempate contra el equipo de CONMEBOL Argentina por un lugar en la Copa Mundial Femenina de 2019. En el minuto 8 de la ida Bailey detuvo un penalti de Estefanía Banini. Sin embargo, el partido terminó 4-0 para Argentina, y luego de un empate 1-1 en casa, Panamá fue eliminada.
Disputó con la selección la Copa Mundial Femenina de Fútbol de 2023.

## Clubes
| Club              | País       | Año         |
| ----------------- | ---------- | ----------- |
| San Francisco FC  | Panamá     | 2017 - 2018 |
| Tauro FC          | Panamá     | 2019        |
| Libertad/Limpeño  | Paraguay   | 2019        |
| Tauro FC          | Panamá     | 2020 - 2021 |
| Atlético Nacional | Colombia   | 2021        |
| Tauro FC          | Panamá     | 2021        |
| Dimas Escazú      | Costa Rica | 2022        |
| Tauro FC          | Panamá     | 2023 - act. |

## Palmarés

### Títulos nacionales
| Título           | Club             | País     | Año     |
| ---------------- | ---------------- | -------- | ------- |
| Torneo Clausura  | Libertad/Limpeño | Paraguay | 2019-C  |
| Primera División | Libertad/Limpeño | Paraguay | 2019    |
| Primera División | Tauro FC         | Panamá   | 2021-A  |
| Superfinal LFF   | Tauro FC         | Panamá   | 2020-21 |
| Primera División | Tauro FC         | Panamá   | 2021-C  |
| Primera División | Tauro FC         | Panamá   | 2023    |
| Primera División | Santa Fe FC      | Panamá   | 2024-A  |

### Títulos internacionales
| Título                 | Club        | País   | Año  |
| ---------------------- | ----------- | ------ | ---- |
| Copa Interclubes Uncaf | Santa Fe FC | Panamá | 2024 |